# 4/III Batalion Wartowniczy
4/III Batalion Wartowniczy – oddział Wojska Polskiego pełniący służbę ochronną na granicy II Rzeczypospolitej.

## Formowanie i zmiany organizacyjne
4/III batalion wartowniczy sformowano w 1919. Batalion powstał z V batalionu wartowniczego „Kraków”. Potem funkcjonował w strukturze Okręgu Generalnego Kielce. W skład batalionu wchodziło dowództwo oraz 4 kompanie po 3 plutony. W dowództwie, oprócz dowódcy batalionu, służyli oficerowie: sztabowy, adiutant, prowiantowy i kasowy; podoficerowie: mundurowy, prowiantowy, rusznikowy, sanitarny oraz 6 ordynansów. W październiku 1920 baon stacjonował w Suchedniowie. 22 października tego dowódca OGen. Kielce zatwierdził Komisję Gospodarczą Baonu Wartowniczego Nr 4/III w Suchedniowie w składzie: kpt. Franciszek Rydz (1 członek) i ppor. Stanisław Wołowiec (2 członek i jednocześnie oficer gospodarczy).
Na podstawie rozkazu Ministra Spraw Wojskowych nr 3046/Org z dnia 24 marca 1921, na bazie 4/III batalionu wartowniczego powstał 5 batalion celny.

## Dowódcy batalionu
- mjr piech. Apolinary Klimaszewski (od 27 XI 1919[8])
- kpt. piech. Eugeniusz Witwicki (19 I[9] – 22 V 1920 → dowódca baonu wart. nr 2/V[10])
- kpt. piech. Rudolf Seinkowić (p.o. od 22 V 1920[10] – II 1921 → Baon Zapas. 4 pp Leg.[11])
- kpt. Franciszek Rudolf Rydz[b] (od X 1920)
- płk ochot. Józef Jan Skorupski (do 31 I 1921[14])
- mjr piech. Zygmunt Krudowski (od 1 II 1921[14])